# تاریتا تریپایا
تاریتا تریپایا 
(به تاهیتیایی: Tarita Teriipaia) (زاده ۲۹ دسامبر ۱۹۴۱)، یک هنرپیشه بازنشسته اهل پلی‌نزی فرانسه با تبار چینی است که بیشتر به خاطرآن که همسر سوم مارلون براندو بود، مشهور است. این زوج البته در سال ۱۹۷۲ از یکدیگر جدا شدند. از وی در رسانه‌ها، نشریات سرگرمی‌ها و نامزدی، به نام تاریتا نام برده شده است.

## زندگی‌نامه
تاریتا در بورا بورا واقع در پلی‌نزی فرانسه به دنیا آمد، پدر وی یک ماهیگیر بود. در تابستان ۱۹۶۱ وقتی که گروه فیلمبرداری مترو گلدوین میر (ام‌جی‌ام) برای فیلمبرداری صحنه‌هایی از شورش در کشتی بونتی به تاهیتی آمده بودند، تاریتا در آشپزخانه یک استراحتگاه در نزدیکی پاپِه ته، به عنوان ظرفشور مشغول به کار بود و در آنجا به سرعت توجه تولیدکنندگان فیلم را به خود جلب نمود. سرانجام در سال ۱۹۶۲ تاریتا در فیلم مذکور در نقش مایمیتی در مقابل مارلون براندوایفای نقش نمود، که برای آن نامزد بهترین بازیگر نقش مکمل زن در جایزه گلدن گلوب شد.او در سال ۱۹۶۲ سومین همسر مارلون براندو و مادر دو فرزند از وی شد. یک پسر به نام سایمون تِه هوتو (به انگلیسی: Tarita Teriipaia)(۳۰ می متولد ۱۹۶۳) و یک دختر به نام تاریتا شییِن (زاده ۱۹۷۰ – درگذشته ۱۹۹۵). این زوج در سال ۱۹۷۲ از یکدیگر جدا شدند.تنها چند ماه پس از مرگ مارلون براندو در سال ۲۰۰۴، تاریتا خاطرات خود را با عنوان «مارلون، عشق من و عذاب من» (به فرانسوی: Marlon Brando, mon amour, ma déchirure.)منتشر نمود.

## فیلم‌شناسی

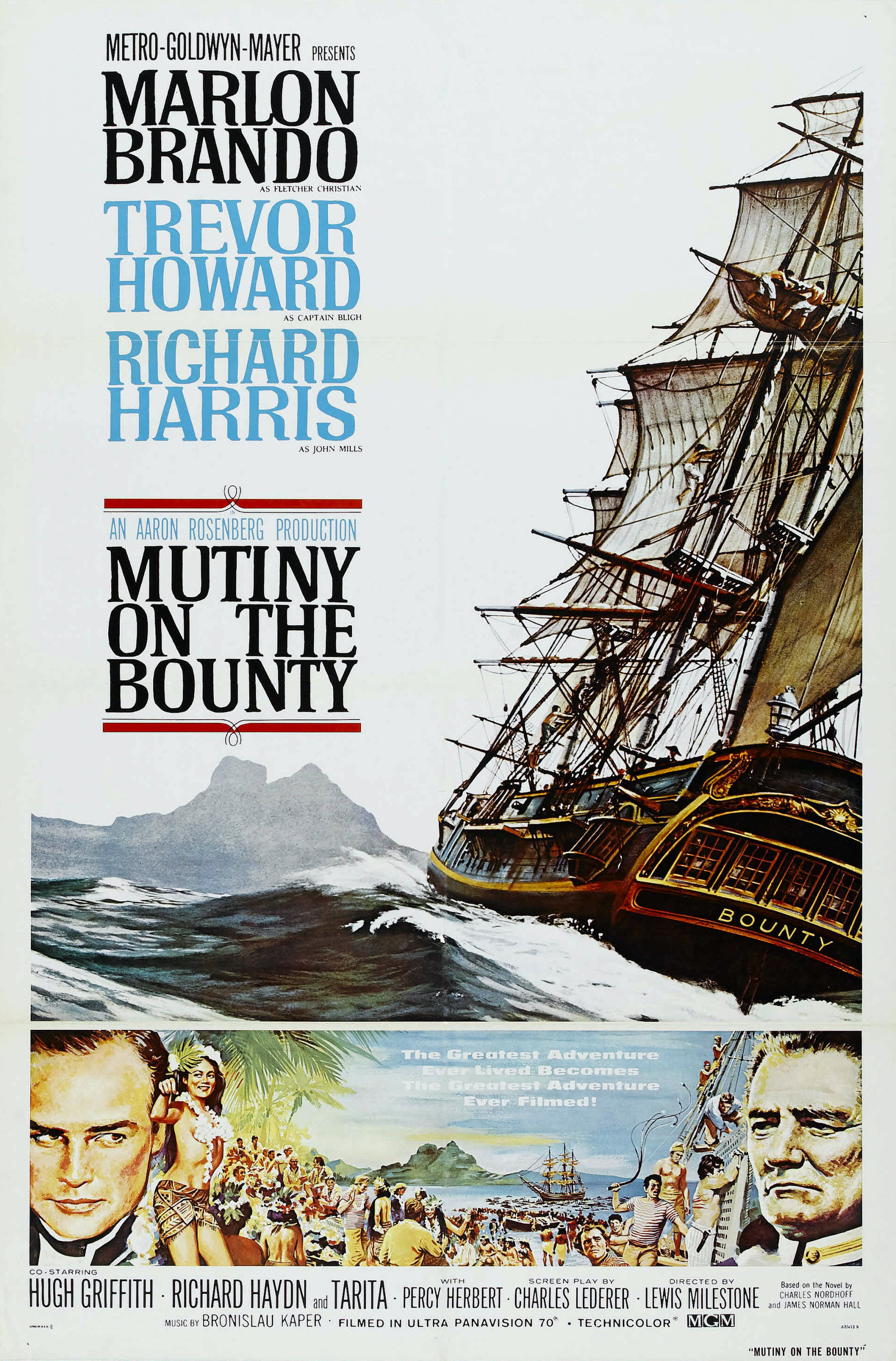
پوستر فیلم شورش در کشتی بونتی.

- ۱۹۶۲: شورش در کشتی بونتی کارگردان لوئیس مایلستون در نفش پرنسس مایمیتی
- ۱۹۸۵: این رقص است!، مستند ساخته توسط جک هیلی جونیور در نقش خودش
- ۲۰۰۷: براندو، مستند ساخته شده توسط میمی فریدمن
- ۲۰۱۵: به من گوش کن مارلون کارگردان استیون رایلی